# Surkhobita
La surkhobita és una espècie mineral desacreditada de la classe dels silicats, que pertany al grup de la bafertisita. Rep el nom de la conca del riu Surkhob, al Tadjikistan, on es troba la seva localitat tipus.

## Característiques
La surkhobita és un silicat de fórmula química NaCaBa₂Mn₈Ti₄(Si₂O₇)₄O₅F₅. Va ser aprovada com a espècie vàlida per l'Associació Mineralògica Internacional l'any 2007, però el 2020 va ser desacreditada arrel de noves anàlisi que van demostrar que era idèntica a la perraultita. Va ser considerada l'anàleg de manganès de la jinshajiangita.
Segons la classificació de Nickel-Strunz, la surkhobita pertany a «09.BE - Estructures de sorosilicats, amb grups Si₂O₇, amb anions addicionals; cations en coordinació octaèdrica [6] i major coordinació» juntament amb els següents minerals: wadsleyita, hennomartinita, lawsonita, noelbensonita, itoigawaïta, ilvaïta, manganilvaïta, suolunita, jaffeïta, fresnoïta, baghdadita, burpalita, cuspidina, hiortdahlita, janhaugita, låvenita, niocalita, normandita, wöhlerita, hiortdahlita I, marianoïta, mosandrita, nacareniobsita-(Ce), götzenita, hainita, rosenbuschita, kochita, dovyrenita, baritolamprofil·lita, ericssonita, lamprofil·lita, ericssonita-2O, seidozerita, nabalamprofil·lita, grenmarita, schüllerita, lileyita, murmanita, epistolita, lomonossovita, vuonnemita, sobolevita, innelita, fosfoinnelita, yoshimuraïta, quadrufita, polifita, bornemanita, xkatulkalita, bafertisita, hejtmanita, bykovaïta, nechelyustovita, delindeïta, bussenita, jinshajiangita, perraultita, karnasurtita-(Ce), perrierita-(Ce), estronciochevkinita, chevkinita-(Ce), poliakovita-(Ce), rengeïta, matsubaraïta, dingdaohengita-(Ce), maoniupingita-(Ce), perrierita-(La), hezuolinita, fersmanita, belkovita, nasonita, kentrolita, melanotekita, til·leyita, kil·lalaïta, stavelotita-(La), biraïta-(Ce), cervandonita-(Ce) i batisivita.

## Formació i jaciments
Va ser descoberta a la glacera Dara-i-Pioz, situada a la regió sota subordinació republicana, al Tadjikistan. També ha estat descrita a Bratthagen 1, a Lågendalen, dins el municipi de Larvik (Vestfold, Noruega). Aquests dos indrets són els únics de tot el planeta on ha estat descrita aquesta espècie mineral.